# Cauchyrij

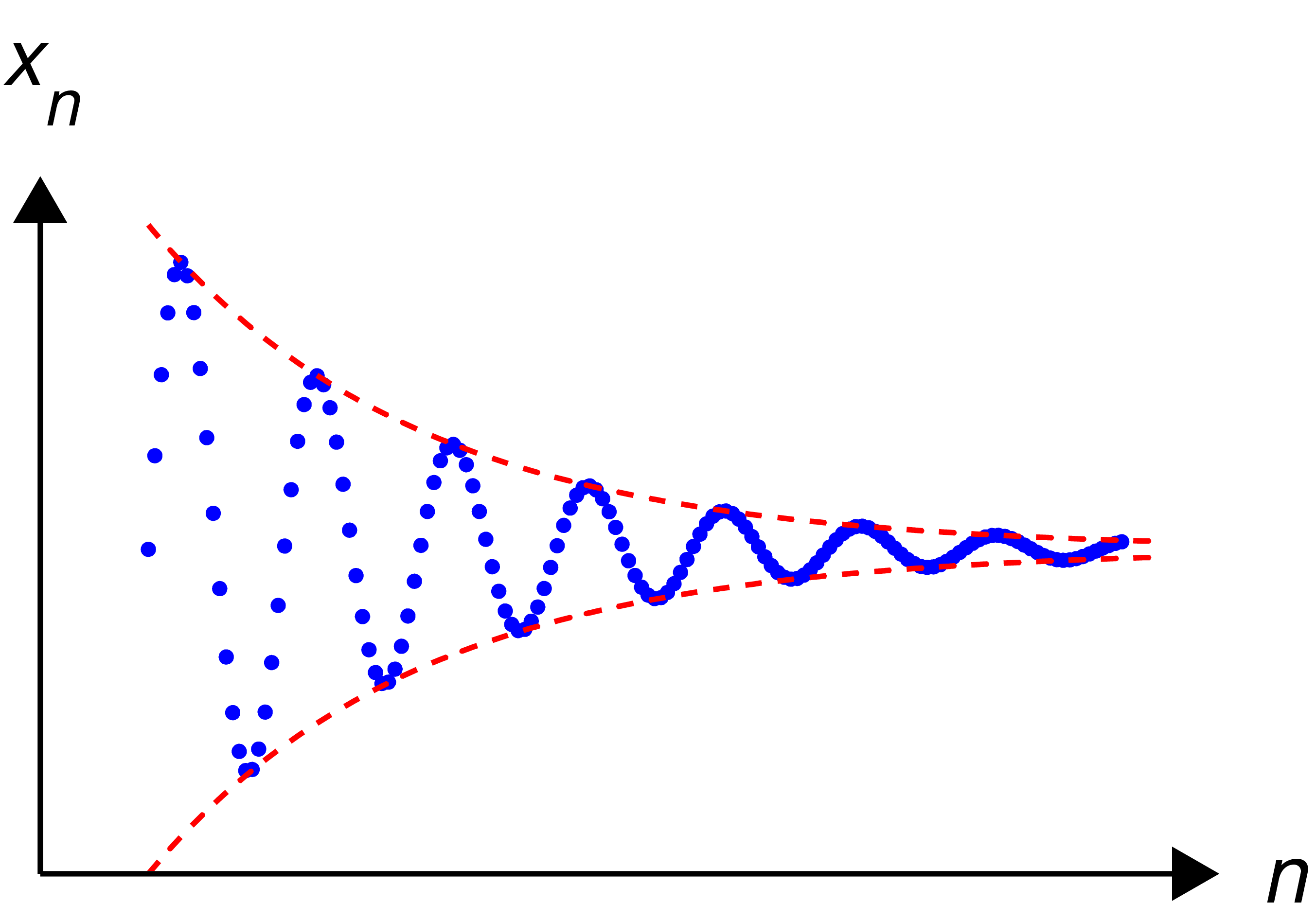
De blauwe punten vormen een cauchyrij, die tussen de twee rode lijnen oscilleert, die naar elkaar toe kruipen.

Een cauchyrij, of fundamentaalrij, is in de wiskunde een rij waarvoor geldt dat als men verder in de rij komt, de elementen van de rij willekeurig dicht in elkaars buurt komen te liggen. Intuïtief lijkt dit te betekenen dat de rij convergeert naar een limietwaarde. Dit is vanwege de definitie niet bij iedere cauchyrij het geval, aangezien het punt waarheen de rij lijkt te convergeren niet tot de verzameling behoeft te behoren, waar de rij op is gedefinieerd. 
De cauchyrij is naar de Franse wiskundige Augustin Louis Cauchy (1789-1857) genoemd.

## Definitie
Een cauchyrij in een metrische ruimte {\displaystyle V} met afstandsfunctie of metriek {\displaystyle d} is een rij {\displaystyle (x_{n})_{n\geq 1}=(x_{1},x_{2},x_{3},\ldots )} in {\displaystyle V}, die voldoet aan de volgende voorwaarde:
Voor ieder reële getal {\displaystyle \varepsilon >0} bestaat er een natuurlijk getal {\displaystyle N} zodanig dat voor alle natuurlijke getallen {\displaystyle n} en {\displaystyle m} groter dan {\displaystyle N}, geldt dat {\displaystyle d(x_{n},x_{m})<\varepsilon }.
Deze definitie zegt in woorden dat hoe klein {\displaystyle \varepsilon } ook wordt gekozen, er in de rij altijd een punt is van waaraf de afstand tussen twee willekeurige elementen altijd kleiner is dan {\displaystyle \varepsilon }.  
Iedere convergente rij is een cauchyrij en iedere cauchyrij is begrensd. 

## Voorbeeld van een rij, die geen cauchyrij is
Voor een cauchyrij heeft de afstand tussen twee opeenvolgende elementen {\displaystyle x_{n-1}} en {\displaystyle x_{n}} als limietwaarde 0, maar dit is niet een voldoende voorwaarde om een cauchyrij te zijn, zoals uit het volgende tegenvoorbeeld blijkt. 
Voor de rij met {\displaystyle x_{n}=\sum _{k=1}^{n}{\frac {1}{k}}} geldt {\displaystyle x_{n}-x_{n-1}={\frac {1}{n}}\ {\xrightarrow[{n\to \infty }]{\ }}\ 0}, maar de rij is geen cauchyrij.
De limiet van de rij {\displaystyle (x_{n})} is overigens {\displaystyle \infty }.
{\displaystyle |x_{n+m}-x_{n}|=\sum _{k=n+1}^{n+m}{\frac {1}{k}}\geq {\frac {m}{n+m}}}, dus hoe groot {\displaystyle n} bij een gegeven {\displaystyle \varepsilon <1} ook wordt gekozen, is er altijd een {\displaystyle m} te vinden waarvoor {\displaystyle {\frac {m}{n+m}}>\varepsilon }. Voor de elementen {\displaystyle x_{n}} van de rij geldt dat deze voor voldoend grote {\displaystyle n} groter worden dan ieder willekeurig getal.

## Voorbeeld van een niet-convergente cauchyrij
De rij {\displaystyle (x_{n})} is gedefinieerd als de opeenvolgende decimale benaderingen van {\displaystyle {\sqrt {2}}}: 
{\displaystyle x_{n}=\max\{x\in \mathbb {Q} \mid 10^{n}x\in \mathbb {N} ;x^{2}\leq 2\}}
De rij is:
{\displaystyle x_{0}=1}
{\displaystyle x_{1}=1{,}4}
{\displaystyle x_{2}=1{,}41}
{\displaystyle x_{3}=1{,}414}
{\displaystyle x_{4}=1{,}4142}
{\displaystyle x_{5}=1{,}41421}
{\displaystyle x_{6}=1{,}414213}
enzovoort.
De rij {\displaystyle (x_{n})} is een cauchyrij met elementen in {\displaystyle \mathbb {Q} }. In {\displaystyle \mathbb {R} } convergeert {\displaystyle x_{n}} naar {\displaystyle {\sqrt {2}}}, maar in {\displaystyle \mathbb {Q} } is {\displaystyle (x_{n})} niet convergent. {\displaystyle {\sqrt {2}}} is geen element van {\displaystyle \mathbb {Q} }. Niet iedere cauchyrij is in {\displaystyle \mathbb {Q} } dus convergent, in {\displaystyle \mathbb {R} } is dat wel het geval.

## Volledige metrische ruimte
Het begrip cauchyrij speelt een rol in de definitie van een volledige metrische ruimte. In iedere metrische ruimte is iedere convergente rij tevens een cauchyrij. Een metrische ruimte {\displaystyle V} wordt volledig genoemd als ook omgekeerd iedere cauchyrij, die binnen die verzameling kan worden gedefinieerd, convergeert. De bijbehorende limietwaarde moet dus ook binnen die verzameling liggen. Het bekendste voorbeeld hiervan zijn de reële getallen. De verzameling {\displaystyle \mathbb {R} } van de reële getallen is gedefinieerd als de kleinste volledige metrische ruimte, die de verzameling {\displaystyle \mathbb {Q} } van de rationale getallen bevat. In {\displaystyle \mathbb {R} } is elke cauchyrij dus convergent.
Een van de manieren om de reële getallen uit de rationale getallen te construeren is als de verzameling equivalentieklassen van cauchyrijen in {\displaystyle \mathbb {Q} }, waarbij twee rijen equivalent zijn als hun verschil naar 0 convergeert.

## Cauchyrij in een topologische vectorruimte
Een topologische vectorruimte is een reële of complexe vectorruimte, uitgerust met een topologie die de hausdorff-eigenschap bezit en die de klassieke vectorbewerkingen continu maakt.
Een dergelijke topologie is niet altijd afkomstig van een metriek, maar toch kan het begrip cauchyrij veralgemeend worden. Elke topologische vectorruimte heeft in ieder punt een aftelbare lokale basis. Zij
{\displaystyle {\mathcal {B}}=\{B_{1},B_{2},\ldots ,B_{i},\ldots \}}
een dergelijke lokale basis voor de nulvector. Een rij vectoren
{\displaystyle x_{1},x_{2},\ldots ,x_{n},\ldots }
heet cauchyrij als er voor elke {\displaystyle i} een natuurlijk getal {\displaystyle N} bestaat zodat voor alle natuurlijke getallen {\displaystyle n} en {\displaystyle m} die groter dan {\displaystyle N} zijn, geldt dat
{\displaystyle x_{n}-x_{m}\in B_{i}}
Het is niet moeilijk aan te tonen dat deze definitie onafhankelijk is van de gekozen aftelbare basis.

### Gelijkwaardigheid van de definities
Een metriek op een topologische vectorruimte heet translatie-invariant, als de afstanden tussen vectoren niet wijzigen onder invloed van een willekeurige verschuiving:
{\displaystyle \forall x,y,z\in V:d(x,y)=d(x+z,y+z)}
Als de topologie van {\displaystyle V} afkomstig is van een translatie-invariante metriek, dan valt de "topologische" definitie van een cauchyrij samen met de "metrische" definitie. In het bijzonder geldt dat alle verschillende translatie-invariante metrieken die dezelfde topologische vectorruimte voortbrengen, dezelfde cauchyrijen hebben.